# 小時候
《小時候》（英語：When We Were Young）是香港電台電視部拍攝製作的單元劇系列，以童心去表述親情和家庭之可貴，1975年底製作，第一輯播映時間橫跨1977年至1978年，開創香港兒童電視劇的先河，之後再於1999年、2005年和2006年期間製作新的版本系列。此劇系列共分為四部：第一部共分為43集；第二部共分為10集；第三部共分為8集；第四部名為《小時候－小小亞細亞》，共分為6集。

## 播出時間
| 系列數     | 頻道                          | 播出日期及時間                                |
| ---------- | ----------------------------- | --------------------------------------------- |
| 1          | 無綫電視翡翠台 麗的電視中文台 | 1977年7月9日至1978年9月23日                   |
| 2          | 亞洲電視本港台                | 1999年10月6日至12月8日 逢星期三19:00-19:30    |
| 3          | 無綫電視翡翠台                | 2005年7月21日至9月8日 逢星期四19:00-19:30     |
| 4          | 亞洲電視本港台                | 2006年6月13日至7月18日 逢星期二19:30-20:00    |
| 經典重溫 1 | 香港電台港台電視31            | 2014年4月14日至5月9日 逢星期一至五20:30-21:30 |

## 1977年版本
1977年版本的《小時候》是香港電視劇的一套經典之作，主要拍攝地點為當時剛落成的沙田瀝源邨，而何家的地址是瀝源邨富裕樓509室。劇中還可見到1970年代沙田站的面貌。
| 集數 | 標題           | 集數 | 標題         |
| ---- | -------------- | ---- | ------------ |
| 1    | 哥哥和妹妹     | 23   | 聖誕的故事   |
| 2    | 街上足球隊     | 24   | 大決戰       |
| 3    | 貴族學校       | 25   | 我長大一歲了 |
| 4    | 老人與錢（上） | 26   | 未來主人翁   |
| 5    | 老人與錢（下） | 27   | 靚爸爸       |
| 6    | 貓與鳥         | 28   | 漫畫家       |
| 7    | 好技術         | 29   | 樂融融       |
| 8    | 父女情深       | 30   | 宏叔有了家   |
| 9    | 小汽車         | 31   | 幼苗         |
| 10   | 眼鏡的故事     | 32   | 捉鬼記       |
| 11   | 思親           | 33   | 小小科學家   |
| 12   | 小孩與雞       | 34   | 我是哥哥     |
| 13   | 大個仔         | 35   | 我愛小綿鼠   |
| 14   | 姊與弟         | 36   | 阿輝         |
| 15   | 紅暖壺         | 37   | 一個大餅     |
| 16   | 我愛嬷嬷       | 38   | 亞蟲的故事   |
| 17   | 手足情深       | 39   | 孩子心       |
| 18   | 偷             | 40   | 火車快飛     |
| 19   | 可兒           | 41   | 芭蕾與我     |
| 20   | 劫後英雄傳     | 42   | 綠水揚波     |
| 21   | 爸爸打我       | 43   | 兩小無猜     |
| 22   | 皮鞋與波鞋     |      |              |

### 演員表
- 王書麒 飾 何家其
- 路家敏 飾 何小敏
- 潘志文 飾 何志文，家其和小敏的叔叔
- 黎灼灼 飾 何太，家其和小敏的祖母
- 陳寶祥 飾 李寶祥
- 陳寶洋 飾 李寶洋
- 温泉 飾 寶祥和寶洋之父
- 杜蘭 飾 寶祥和寶洋之母
- 鄭英豪[7]飾 趙一番
- 鄭英傑[8]飾 趙二番
- 盧海鵬 飾 一番和二番之父
- 謝月美 飾 一番和二番之母
- 郭少文 飾 一番和二番之婆婆/鄰婦
- 鄭孟霞 飾 一番和二番之舅婆
- 梁淑卿 飾 一番和二番之大姑媽
- 張智豪 飾 基辛格
- 盧大偉 飾 基辛格之父
- 張敬諾 飾 張大志
- 江毅 飾 大志之父
- 周惠芳 飾 女搭客/大志之母
- 余應雄 飾 大志之表哥
- 吳秋俊 飾 周維國
- 招鏡彬 飾 周維家
- 區嶽 飾 維國和維家之父
- 余慕蓮 飾 維國和維家之母
- 黃永雄 飾 黃志雄（大牛）
- 龍寶鈿 飾 大牛之母
- 鄧敏渝 飾 劉慧慧
- 劉丹 飾 慧慧之父
- 馬笑英 飾 慧慧之外婆
- 朱家欣 飾 朱家欣
- 吳耀漢 飾 家欣之父
- 方圓 飾 老站長
- 李小元 飾 女友/表姐
- 陳安廉 飾 魚店老闆/乘客/士多老闆
- 林嘉華 飾 警察
- 梁樹培 飾 肥叔叔
- 羅國維 飾 校長/李老師
- 陳瑛 飾 老師
- 謝志禮 飾 同學/李國良/謝志禮
- 許英秀 飾 周財
- 熊德誠 飾 周誠
- 程可為 飾 周太/王太
- 陸柱石 飾 騙子
- 香海 飾 雀店老闆/乘客/何伯/海叔
- 黃宗賜 飾 同學/阿偉
- 陳樂敏 飾 陳可兒
- 梁愛 飾 可兒之母
- 伍永森 飾 可兒之父
- 鄭文邦 飾 家其之同學/寶祥之同學/學明
- 徐敏兒 飾 同學
- 莊文清 飾 家其之老師/維國之老師/酒樓侍應
- 徐廣林 飾 士多老闆/麵店老闆
- 張國明 飾 阿強/賣花哥哥/大黑猩
- 鍾虹虹 飾 街童
- 趙明光 飾 車主/老師
- 趙立基 飾 少爺/街童/何志威/趙立基
- 趙立業 飾 少爺
- 陳舜 飾 趙父友人/裝修佬
- 翟威 飾 學神
- 蘇杏璇 飾 老師
- 周吉 飾 眼鏡店老闆
- 尹多明 飾 驗眼師
- 馬劍棠 飾 興叔
- 陳東 飾 東主
- 鄧偉明 飾 表哥
- 盧寶華 飾 表叔
- 李月清 飾 表嬸
- 王志偉 飾 新郎
- 尤芷韻 飾 大妗
- 葉澤銘 飾 村童
- 甘露 飾 鄰婦/茶客
- 朱江 飾 王柏文
- 張堅庭 飾 老師
- 梁潔芳 飾 阿偉之母/學明之母
- 黃新 飾 王伯
- 李文光 飾 王伯之子/宏叔之子
- 李文俊 飾 王伯之子/宏叔之子
- 郭德信 飾 波波和安安之父
- 陳嘉儀 飾 波波和安安之母
- 汪偉 飾 波波
- 喬宏 飾 宏叔
- 黃莎莉 飾 宏叔之妻
- 曹作新 飾 校工
- 張美璉 飾 吳太
- 黃智禮 飾 張耀輝
- 江可愛 飾 蘇老師
- 鄭有國 飾 校長
- 林友榮 飾 老師
- 黃家棟 飾 何家棟
- 林根 飾 單眼伯
- 黃柏文 飾 強哥
- 歐陽佩珊 飾 阿瑩
- 郭鋒 飾 阿瑩之夫
- 江偉健 飾 江偉健
- 關子昂 飾 江偉玲
- 韋以茵 飾 馬卓梅
- 何璧堅 飾 公園保安
- 尹偉諾 飾 老師
- 黎詩敏 飾 老師
- 馮秀蓮 飾 寶洋之老師/張老師
- 梁侃輝 飾 李老師
- 蘇恩磁 飾 老師
- 佩雲 飾 耀輝之母
- 楊詩蒂 飾 校董夫人
- 張志鴻 飾 男友
- 英興忠 飾 老師
- 駱恭 飾 校董
- 司馬華龍 飾 校董
- 阮令濤 飾 投注站叔叔
- 劉來發 飾 劉來發
- 羅啟銳 飾 校董
- 李茜 飾 女友
- Eugene Cooper 飾 外國人
- 姜向青 飾 Cindy Wu
- 苗金鳳 飾 胡太
- 高綺青 飾 跳舞教師
- 梁曼儀 飾 學明之妹
- 王曉思 飾 黃曉欣

## 1999年版本
1999年拍攝的千禧版《小時候》，香港電台特別邀請久未在幕前演出的王書麒與路家敏復出，與新一代小演員一同演出，飾演小朋友的父親與姑姐，間中會插入1977年版本片段，回想他們小時候的情況。第一集在1999年10月6日首播，主要拍攝地點為東涌新市鎮。
| 集數 | 首播日期       | 標題       | 編導   |
| ---- | -------------- | ---------- | ------ |
| 1    | 1999年10月6日  | 媽媽飛走了 | 陳俊樂 |
| 2    | 1999年10月13日 | 爹爹我錯了 | 陳俊樂 |
| 3    | 1999年10月20日 | 生日會     | 翁偉微 |
| 4    | 1999年10月27日 | 小班長     | 翁偉微 |
| 5    | 1999年11月3日  | 寄養       | 黃志   |
| 6    | 1999年11月10日 | 真相       | 黃志   |
| 7    | 1999年11月17日 | 小霸王     | 薛志輝 |
| 8    | 1999年11月24日 | 快樂教室   | 薛志輝 |
| 9    | 1999年12月1日  | 暖暖溫情   | 陳俊樂 |
| 10   | 1999年12月8日  | 叔叔回來   | 黃志   |

### 演員
- 王書麒 飾 何家其
- 路家敏 飾 何小敏
- 方子晴 飾 何芷晴（晴晴）
- 李值豪 飾 何俊豪（Hugo）
- 陳慧琳 飾 老師

## 2005年版本
2005年版本的《小時候》是1977年《小時候》的復刻版，起用全新演員組合，包括已故演員喬宏的妻子小金子。首集在2005年7月21日首播。主要拍攝地點為深水埗澤安邨。
| 集數 | 首播日期      | 標題             | 編導   |
| ---- | ------------- | ---------------- | ------ |
| 1    | 2005年7月21日 | 哥哥和妹妹       | 羅志華 |
| 2    | 2005年7月28日 | 傻魚啊，對不起！ | 潘婉儀 |
| 3    | 2005年8月4日  | 不醜的小鴨       | 黃兆均 |
| 4    | 2005年8月11日 | 接力賽           | 熊嘉榮 |
| 5    | 2005年8月18日 | 小小足球隊       | 黃天任 |
| 6    | 2005年8月25日 | 講大話、甩大牙   | 黎敏儀 |
| 7    | 2005年9月1日  | 小雨傘           | 羅志華 |
| 8    | 2005年9月8日  | 白雲，你好嗎?    | 潘婉儀 |

### 演員
- 陳圖遠 飾 馮家樂
- 劉哲 飾 小哲
- 小金子 飾 嫲嫲
- 阮德鏘 飾 孻叔
- 蘇偉倫 飾 午餐肉
- 魏　亮 飾 阿亮
- 溫紹岐 飾 郭奇
- 文立星 飾 文立星
- 陳子慧 飾 哲同學

## 2006年版本
2006年新一輯《小時候》有一個副題「小小亞細亞」，因為《小時候》參加了「亞太廣播聯盟兒童劇合作計劃」，電視觀眾可以透過看《小時候》亦同時看到北京、蒙古、不丹、日本和馬來西亞 5 個不同地區有關小朋友的故事。首集在2006年6月13日首播。
| 集數 | 首播日期      | 標題         | 編導   |
| ---- | ------------- | ------------ | ------ |
| 1    | 2006年6月13日 | 為食貓       | 潘婉儀 |
| 2    | 2006年6月20日 | 小畫家       | 黃天任 |
| 3    | 2006年6月27日 | 妹妹的秘密   | 潘婉儀 |
| 4    | 2006年7月4日  | 泳小子       | 黃天任 |
| 5    | 2006年7月11日 | 兒戲不兒嬉   | 潘婉儀 |
| 6    | 2006年7月18日 | 誰是糊塗蟲？ | 黃天任 |

### 演員
- 陳圖遠 飾 馮家樂
- 劉哲 飾 小哲
- 小金子 飾 嫲嫲
- 阮德鏘 飾 孻叔
- 蘇偉倫 飾 午餐肉
- 馬芷晴 飾 紫菜（午餐肉之妹）
- 溫紹岐 飾 郭奇
- 文立星 飾 文立星
- 陳子慧 飾 哲同學

## 2014年版本
2014年的「經典重溫」版本為1977年版本的重播加上當年小時候主角之一王書麒於當年拍攝現場沙田瀝源邨和大埔香港鐵路博物館作分享拍攝心得和故事導讀。此次重播並非完整版，從原來的43集中精選其中40集播出，原因不明。另外，1977年製作的片頭標題「時候」兩字出現誤植（「寸」點向外、「ユ」寫成「エ」，2005年版本仍然沿用），直至本輯以經典重溫名義修正，亦同時修正節錄2005年版本的片頭標題。
| 集數 | 首播日期      | 重播日期       | 標題                          |
| ---- | ------------- | -------------- | ----------------------------- |
| 1    | 2014年4月14日 | 2015年12月23日 | 哥哥和妹妹 街上足球隊         |
| 2    | 2014年4月15日 | 2015年12月24日 | 貴族學校 父女情深             |
| 3    | 2014年4月16日 | 2015年12月25日 | 老人與錢（上） 老人與錢（下） |
| 4    | 2014年4月17日 | 2015年12月28日 | 貓與鳥 小孩與雞               |
| 5    | 2014年4月18日 | 2015年12月29日 | 好技術 小汽車                 |
| 6    | 2014年4月21日 | 2015年12月30日 | 眼鏡的故事 大個仔             |
| 7    | 2014年4月22日 | 2015年12月31日 | 思親 姊與弟                   |
| 8    | 2014年4月23日 | 2016年1月1日   | 紅暖壺 可兒                   |
| 9    | 2014年4月24日 | 2016年1月4日   | 手足情深 爸爸打我             |
| 10   | 2014年4月25日 | 2016年1月5日   | 劫後英雄傳 偷                 |
| 11   | 2014年4月28日 | 2016年1月6日   | 我長大一歲了 未來主人翁       |
| 12   | 2014年4月29日 | 2016年1月7日   | 聖誕的故事 宏叔有了家         |
| 13   | 2014年4月30日 | 2016年1月8日   | 大決戰 捉鬼記                 |
| 14   | 2014年5月1日  | 2016年1月11日  | 靚爸爸 漫畫家                 |
| 15   | 2014年5月2日  | 2016年1月12日  | 樂融融 芭蕾與我               |
| 16   | 2014年5月5日  | 2016年1月13日  | 幼苗 阿輝                     |
| 17   | 2014年5月6日  | 2016年1月14日  | 孩子心 我是哥哥               |
| 18   | 2014年5月7日  | 2016年1月15日  | 我愛小綿鼠 一個大餅           |
| 19   | 2014年5月8日  | 2016年1月18日  | 小小科學家 火車快飛           |
| 20   | 2014年5月9日  | 2016年1月19日  | 綠水揚波 兩小無猜             |

## 影碟發行
以下所有影碟均由香港電台電視部授權洲立影視有限公司推出發行：
第一套於2005年8月推出發行了《小時候：成長篇》VCD及DVD影碟零售版本，此影碟收錄全套10集，VCD影碟設有粵語發音版本並配上繁體中文字幕；DVD影碟設有粵語發音版本，自選開啟或關閉繁體中文、簡體中文及英文字幕，另外增加設有兩套特別收錄包括《王書麒談小時候》及《劇照巡禮》。
第二套於2008年6月推出發行了《小時候》（1977年經典版本）DVD影碟零售版本，此影碟並非完整版，只精選其中39集收錄，原因不明。此套DVD每集特別設有親子討論指引，設有粵語發音版本及沒有提供字幕，另外增加設有特別收錄《珍貴幕後照片》。
第三套於2010年7月推出發行了《小時候2005》DVD影碟零售版本，此影碟收錄全套8集，設有粵語發音版本，自選開啟或關閉繁體中文字幕，另外此影碟不設目錄選單。

## 外部連結
- 小時候 經典重溫 （页面存档备份，存于）
- Podcast：小時候 經典重溫 （页面存档备份，存于）